# Paamba
Das Paamba ist ein afrikanisches Messer. Afrikanische Messer wurden in verschiedenen Ländern und von verschiedenen Ethnien Afrikas als Kriegs-, Jagd-, Kultur- und Standeswaffe entwickelt und genutzt. Die jeweilige Bezeichnung der Waffe bezieht sich auf eine Ausprägung dieses Waffentyps, die einer bestimmten Ethnie zugeordnet wird.

## Beschreibung
Das Paamba-Messer hat eine gerade zweischneidige Klinge aus Kupfer. Die Klinge beginnt am Heft oval und wird dann breiter. Die dann folgenden Schneidenseiten sind ein kurzes Stück schräggestellt. Der Rest der Klinge ist bis zum Ort oval gestaltet. Das erste ovale Stück nach dem Heft ist durchbrochen, ebenso wie das Klingenstück mit den schrägen Schneidenseiten. Die Muster der Durchbrechungen sind von Version zu Version unterschiedlich. In der Klinge sind, von der Mitte versetzt, meist ein bis zwei tiefe Hohlschliffe eingearbeitet. Das Heft besteht aus Holz und ist mit Metalldraht umwickelt. Das Paamba-Messer wird von den Ethnien der Yakoma und Ngbandi benutzt.